# 雙橋 (加利福尼亞州)
雙橋（英語：Twin Bridges）是位於美國加利福尼亞州埃爾多拉多縣的一個非建制地區。該地的面積和人口皆未知。

## 地理
雙橋的座標為38°48′47″N 120°07′27″W / 38.81306°N 120.12417°W，而該地的平均海拔高度為1864米（即6115英尺）。